# Manajle
Manajle (cyr. Манајле) – wieś w Serbii, w okręgu pczyńskim, w gminie Vladičin Han. W 2011 roku liczyła 34 mieszkańców.